# Ian Redford
Ian Petrie Redford (Perth, 5 april 1960 – Irvine, 10 januari 2014) was een Schots voetballer die als middenvelder speelde.
Redford begon zijn carrière bij Dundee in 1977 voordat hij bij Rangers in 1980 voor een Schotse recordbedrag van £210000. Redford speelde ook voor Dundee United, Ipswich Town, St. Johnstone en Raith Rovers. Hij was manager van Brechin City uit 1993 tot 1994.
Redford werd dood aangetroffen op 10 januari 2014 in Irvine, North Ayrshire.